# Leyes fabriles de 1833 (Inglaterra)
Las Leyes fabriles se aprobaron en 1833 en la Cámara de los Comunes inglesa. Estas leyes prohibieron utilizar niños menores de 9 años para el trabajo asalariado y fijaron la jornada laboral de 8 horas para los niños con edades comprendidas entre los 9 y los 13 años, y la jornada laboral de 12 horas para aquellos entre los 13 y los 16 años de edad. Además se estipuló legalmente que los niños debían ir 2 horas al colegio.
- Datos: Q5974515